# Jan Dziuba
Jan Dziuba (1882 Rybnik – 1938 Siemianowice Śląskie) byl polský národní aktivista v Horním Slezsku, člen Slezského parlamentu.
Pocházel z rolnické rodiny. Absolvoval gymnázium v Rybniku a začal pracovat v ocelářství Silesia. Za svojí národní aktivitu byl vyhozen a odešel do města Olkusz. V roce 1905 našel práci v dole v Zabrzi. Během první světové války byl odveden do německé armády. Začátkem roku 1919 byl jedním z předních organizátorů Polské vojenské organizace Horního Slezska v Rybniku. V únoru byl zatčen a předán do ratibořského vězení, které opustil, když vstoupila v platnost amnestie. Odešel do Krakova, kde se zúčastnil plebiscitního kurzu a stal se zaměstnancem polské komise pro plebiscity. Po plebiscitu bojoval ve třetím slezském povstání. V meziválečném období byl členem Národně-křesťanské sjednocené práce, vedoucím okresního úřadu v Jedłowniku a v letech 1935–1938 poslancem Slezského parlamentu. Obdržel zlatý a stříbrný Kříž za zásluhy, francouzský Válečný kříž s palmovou ratolestí a Medaili památky velké války.